# Tici Sales
Tici Sales Ltd. (Eigenschreibweise TiCi Sales Ltd.) war ein britischer Hersteller von Automobilen.

## Unternehmensgeschichte
Anthony Hill stellte bereits 1969 einen Prototyp her. 1972 gründete er das Unternehmen an der Mansfield Road 6 in Sutton-in-Ashfield und begann mit der Produktion von Automobilen. Der Markenname lautete Tici (Eigenschreibweise TiCi). Stirling Moss und Raymond Mays warben für das Unternehmen. 1973 endete die Produktion. Jeweils sechs Abnehmer fanden sich in Spanien und Japan. Zu den Käufern gehörten Clive Sinclair und Romeo Challenger von Showaddywaddy. Insgesamt entstanden etwa 40 Exemplare.

## Fahrzeuge
Der Prototyp hatte einen Motor von der Triumph Daytona 500 von Triumph Motorcycles mit 500 cm³ Hubraum. Die Länge betrug nur 182 cm.
Die Serienausführung war mit 226 cm etwas länger. Viele Teile kamen vom Mini, so der vordere Hilfsrahmen und der Heckmotor. Die Karosserie bestand aus Fiberglas.